# Strontiumfluorid
Strontiumfluorid (auch Strontium(II)-fluorid) ist das Fluorid des Erdalkalimetalls Strontium. Es ist ein weißer, kristalliner, spröder Feststoff, der bei 1473 °C flüssig wird und bei 2489 °C schließlich verdampft.

## Vorkommen
Die bisher einzige bekannte, natürlich vorkommende Verbindung ist das 2009 als Mineral anerkannte Strontiofluorit, das bisher nur an seiner Typlokalität Koaschwa in den russischen Chibinen (Halbinsel Kola) gefunden wurde.

## Darstellung
Strontiumfluorid kann durch die Reaktion von Strontiumchlorid (SrCl2) mit Fluor dargestellt werden.
{\displaystyle {\ce {SrCl2 + F2 -> SrF2 + Cl2}}}
Alternativ erfolgt die Gewinnung durch Reaktion von Fluorwasserstoffsäure mit Strontiumcarbonat (SrCO3).
{\displaystyle {\ce {SrCO3 + 2HF -> SrF2 + H2CO3}}}

## Eigenschaften
Der Feststoff kristallisiert im kubischen Kristallsystem in der Fluoritstruktur. Der Gitterparameter beträgt a = 579,96 pm, der Brechungsindex der Kristalle beträgt 1,439 bei 580 nm. In der Dampfphase beträgt der Bindungswinkel zwischen F–Sr–F ungefähr 120°, was eine Ausnahme zum VSEPR-Modell darstellt, welches eine lineare Struktur vorhersagen würde. Es wurden Berechnungen herangezogen, die zeigen wollen, dass Einflüsse der Schale, die direkt unterhalb der Valenzschale liegt, diesen Effekt verursachen.
Eine andere Vermutung ist, dass die Polarisierung des Elektronenkerns des Strontiumatoms eine annähernd tetraedische Ladungsverteilung verursacht, welche mit der Sr–F-Bindung agiert und so zur Einstellung dieses Winkels führt.
Strontiumfluorid ist mit 0,12 g/l nahezu unlöslich in Wasser. Es reizt sowohl Haut als auch die Augen und ist gesundheitsschädlich beim Einatmen oder Verschlucken.
Bei erhöhten Temperaturen fungiert Strontiumfluorid als Ionenleiter, kann also über Ionen elektrische Ladungen transportieren und leitet somit den elektrischen Strom.
Die Verbindung ist im Lichtspektrum, also dem sichtbaren Anteil des elektromagnetischen Spektrums und ein wenig darüber hinaus lichtdurchlässig. Seine optischen Eigenschaften liegen damit zwischen denen von Calciumfluorid und Bariumfluorid. Dies macht es interessant für Anwendungen im optischen Bereich (siehe Verwendung).

## Verwendung
Strontiumfluorid wird als Beschichtung für Linsen eingesetzt um die Reflexe zu reduzieren und die Transmission zu erhöhen. Es wird außerdem als Kristall in Thermolumineszenzdosimetern verwendet.
Weiterhin findet es Anwendung als Träger für das Isotop 90Sr, welches in Radionuklidbatterien eingesetzt wird.